# Sue Bird
Suzanne Brigit "Sue" Bird (Queens, 16 de outubro de 1980) é uma basquetebolista profissional estadunidense que atualmente joga pelo Seattle Storm na Women's National Basketball Association.